# Тонкава (Оклахома)
Тонкава (енгл. Tonkawa) град је у америчкој савезној држави Оклахома.

## Демографија
По попису из 2010. године број становника је 3.216, што је 83 (-2,5%) становника мање него 2000. године.
| Група             | 2000.         | 2010.         |
| Белци             | 2.763 (83,8%) | 2.504 (77,9%) |
| Афроамериканци    | 28 (0,8%)     | 50 (1,6%)     |
| Азијати           | 11 (0,3%)     | 13 (0,4%)     |
| Хиспаноамериканци | 219 (6,6%)    | 278 (8,6%)    |
| Укупно            | 3.299         | 3.216         |